# Самбо
Самбо (абревіатура, утворена від словосполучення «самооборона без зброї» російською мовою «Самооборона без оружия») — один із найпопулярніших видів спортивних єдиноборств, що виник в СРСР і в даний час широко культивується на міжнародній спортивній арені.
Самбо, його ще називають «невидимою зброєю», поєднує в собі фізичну культуру і видовище, спорт і самозахист.

## Філософія
Самбо — не тільки вид спортивного єдиноборства і система протидії противнику без застосування зброї, а й система виховання, що сприяє розвитку морально-вольових якостей, патріотизму і громадянськості. Заняття самбо формують твердий характер, стійкість і витривалість, сприяють виробленню самодисципліни і розвитку якостей, необхідних для досягнення життєвих цілей. Самбо формує людей, здатних постояти за себе, за свою сім'ю, за Батьківщину.
Самбо включає найефективніші прийоми і тактику різних видів спортивних єдиноборств, бойових мистецтв і народних видів боротьби: кулачного бою, грузинської (чидаоби), казахської (казакша курес), татарської, бурятської боротьби; фінсько-французької, вільно-американської, англійської боротьби Ланкаширські і кемберлендського стилів, швейцарської, японської дзюдо і сумо та інших видів єдиноборств. Така система, спрямована на пошук всього передового і доцільного, лягла в основу філософії самбо — філософії постійного розвитку, поновлення, відкритості до всього найкращого. Разом з прийомами боротьби самбо ввібрало в себе і моральні принципи народів, які передали самбо частину своєї культури. Ці цінності дали самбо силу пройти через суворі випробування часом, вистояти і загартуватися в них. І сьогодні діти, займаючись самбо, не тільки вчаться захищати себе, а й отримують досвід гідної поведінки, заснованого на цінностях патріотизму.
Самбо — потужний засіб здійснення ідеї спадкоємності поколінь.

## Історія
Засновником самбо вважається Василь Сергійович Ощепков, який закінчив школу дзюдо в токійському Інституті «Кодокан». Отриманні ним знання зазнали численних трансформацій і доопрацювань. Так виник новий вид єдиноборств — самбо. Також величезний внесок у становлення, розвиток і поширення системи самозахисту без зброї вніс А. А. Харлампієв (один з учнів В. С. Ощепкова), який і самостійно вивчав національні види боротьби різних народів.
У 20-30-ті роки XX ст. над прийомами захисту і нападу за системою джиу-джитсу в Україні працював А. Буценко, в 1928 р. він видав книгу під назвою «Самозахист без зброї».
У 1932 році Василь Ощепков почав викладати самбо в Московському інституті фізичної культури.
В Україні самбо культивується з 1934 року. Роман Школьніков (учень Ощепкова) закінчив Московський ГЦОЛІФІК і був направлений на роботу до Харкова, де в місцевому Інституті фізичної культури став викладати самбо на кафедрі захисту і нападу. З його ініціативи курс цього виду боротьби був включений до навчальної програми для всіх курсів, а в створеній при Інституті вищій школі тренерів відкрилося відділення самбо.
16 листопада 1938 Всесоюзний комітет з фізичної культури і спорту видав Наказ № 633 «Про розвиток боротьби вільного стилю (самбо)»:
"Ця боротьба, що склалася з найцінніших елементів національних видів боротьби нашого неосяжного Союзу і деяких найкращих прийомів з інших видів боротьби, є надзвичайно цінний по своєму різноманіттю техніки і прикладних вид спорту."
Було прийнято рішення про організацію у всіх республіках СРСР системи підготовки самбістів, а також створена Всесоюзна секція боротьби вільного стилю (самбо), пізніше стала Федерацією самбо. У наступному році пройшов перший чемпіонат країни по новому виду спорту.
Початок німецько-радянської війни перервав проведення чемпіонатів СРСР. Але війна ж стала жорсткою перевіркою життєздатності самбо в бойових умовах. Спортсмени і тренери, виховані самбо, з честю захищали Батьківщину, брали участь у підготовці бійців і командирів, билися в рядах діючої армії. Самбісти нагороджені бойовими орденами і медалями, багато з них стали Героями Радянського Союзу.
Виходячи з технічного арсеналу та ступенів допуску до інформації, слід виділити два види самбо:
- спортивне самбо
- бойове самбо

Книги про спортивне самбо доступні широкому загалу, тобто вони знаходяться у вільному доступі і кожна людина, при бажанні, може опанувати даний вид бойового мистецтва.
Бойове самбо відноситься до категорії «для службового користування», тобто воно призначене для людей, які проходять спеціальну підготовку, щоб виконувати завдання підвищеної складності, тому освоїти даний вид єдиноборства можливо лише в спеціалізованих установах
В силу різниці технічного арсеналу двох видів самбо, відрізняються їхні цілі і завдання. Спортивне самбо направлене на фізичну підготовку, тренування волі, силову підготовку. Бойове самбо призначене для вирішення спеціальних завдань.
У 1950-і роки самбо виходить на міжнародну арену і неодноразово доводить свою ефективність. У 1957 році, борючись з угорськими дзюдоїстами, радянські самбісти в двох товариських зустрічах беруть переконливу перемогу із загальним рахунком 47: 1. Через два роки самбісти повторили свій успіх, вже у зустрічах з дзюдоїстами НДР. Напередодні олімпійських ігор в Токіо радянські самбісти, борючись за правилами дзюдо, розгромили збірну Чехословаччини, а потім перемогли чемпіонів Європи з дзюдо, збірну Франції. У 1964 році радянські самбісти представляють країну на Олімпійських іграх в Токіо, де дебютує дзюдо. В результаті тріумфального виступу збірної СРСР, яка зайняла друге місце в загальнокомандному заліку, в Японії вже на наступний рік створюється власна федерація самбо. Організовується обмін тренерами і спортсменами, перекладається на японську мову методична література з самбо. Починається процес активного використання методик підготовки самбістів і способів ведення поєдинку в самбо для вдосконалення дзюдо.
У 1966 році на конгресі Міжнародної федерації аматорської боротьби (ФІЛА) самбо офіційно визнається міжнародним видом спорту. Почався впевнене зростання популярності самбо по всьому світу. Вже на наступний рік в Ризі відбувся перший міжнародний турнір з самбо, в якому взяли участь спортсмени Югославії, Японії, Монголії, Болгарії та СРСР. У 1972 році проходить перший відкритий чемпіонат Європи, а в 1973 році — перший чемпіонат світу, в якому взяли участь спортсмени з 11 країн. У наступні роки регулярно проводяться чемпіонати Європи, світу, міжнародні турніри. Створюються федерації самбо в Іспанії, Греції, Ізраїлі, США, Канаді, Франції та інших країнах. У 1977 році самбісти вперше виступають на Панамериканських іграх; в цьому ж році вперше розігрується Кубок світу з самбо. У 1979 році проводиться перший чемпіонат світу серед молоді, а через два роки — перший чемпіонат світу серед жінок. Також в 1981 році самбо увійшло в Боліваріанські ігри Південної Америки.
Не зважаючи на активний розвиток і зростання міжнародної популярності в 1970-1980-і роки самбо не було включено в програму Олімпійських ігор. Однак, в цей час, продовжуючи традиції масового розвитку, самбо широко поширювалося в вузах країни. Через секції самбо університетів та інститутів Радянського Союзу, спортивне товариство «Буревісник» пройшла велика кількість студентів, які зараз, ставши успішними державними діячами, спортсменами, військовими, науковцями, становлять активну частину всеросійського спільноти самбо. При цьому велася активна робота з розвитку самбо за місцем проживання та в установах додаткової освіти спортивної спрямованості, підготовці висококваліфікованих спортсменів.
На 1990-ті роки припав важкий для самбо період. В умовах перебудови особливої популярності набули різні види східних єдиноборств, чому значною мірою сприяв західний кінематограф, що пропагував ефектні прийоми карате, айкідо, ушу і т. Д. Раніше знаходилися під забороною держави, ці бойові мистецтва стали особливо привабливими для населення. Але вже наприкінці 1990-х — початку 2000-х років відбувається становлення нової дисципліни — бойового самбо. Багато в чому це було пов'язано зі зростаючою популярністю змішаних єдиноборств де вихованці школи самбо довели свою ефективність.

## Правила самбо
У змаганнях з самбо передбачено сім вікових груп.
- Молодший вік 11-12 років
- Підлітки 13-15 років
- Середній вік 15-16 років
- Старший вік 17-18 років
- Юніори 19-20 років
- Дорослі 20 і більше років
- Ветерани 35-39, 40-44, 45-49, 50-54, 55-59 років, старше 60 років

У самбо передбачено поділ за ваговими категоріями в залежності від віку і статі. У спортивному самбо дозволяється застосовувати кидки, утримання і больові прийоми на руки і ноги. В самбо кидки можна проводити за допомогою рук, ніг і тулуба. В самбо бали присуджуються за кидки і утримання. Кидок — це прийом, за допомогою якого самбіст виводить суперника з рівноваги і кидає на килим на будь-яку частину тулуба або коліна. При утриманні самбіст, притискаючись до суперника головою або грудьми, утримує його в цьому положенні протягом 20 секунд. Самбіст може перемогти достроково, якщо виконає кидок суперника на спину, залишаючись в стійці, проведе больовий прийом, набере на 12 балів більше за суперника.
4 бали присуджуються:
- за кидок суперника на спину з падінням атакуючого;
- за кидок суперника на бік без падіння атакуючого;
- за утримання протягом 20 секунд.

2 бали присуджуються:
- за кидок суперника на бік з падінням атакуючого;
- за кидок на груди, плече, живіт, таз без падіння атакуючого;
- за утримання протягом більше 10, але менше 20 секунд.

1 бал присуджується:
- за кидок суперника на груди, плече, живіт, таз з падінням атакуючого.

Больовим прийомом є технічна дія в боротьбі лежачи, що змушує суперника здатися. В самбо дозволяється проводити важелі, вузли, утиску суглобів та м'язів на руках і ногах суперника. Час сутички — 3-5 хвилин чистого часу
В даний час в самбо існує шість систем проведення змагань:
- олімпійська з втішними поєдинками від півфіналістів;
- олімпійська з втішними поєдинками від фіналістів;
- олімпійська без втішних поєдинків;
- до шести штрафних очок;
- до двох поразок;
- кругова з розбивкою на підгрупи.

## Форма одягу
Сучасні правила передбачають спеціальні куртки червоного або синього кольорів (самбовки), пояс і короткі шорти, а також спеціальне взуття. Крім того, для учасників передбачений захисний бандаж для захисту паху (плавки або неметалічна раковина), а для учасниць — бюстгальтер і закритий купальник.
Куртки і пояси для самбо виготовляють з бавовняної тканини. Рукав куртки довжиною до кисті, і шириною, що залишає просвіт до руки не менше 10 см. Поли куртки — не довгі, 15 см нижче пояса.
Самбовки — виготовлені з м'якої шкіри черевики з м'якою підошвою, без виступаючих твердих частин (для чого всі шви повинні бути закладені всередину).
Шорти виготовляються з вовняного, напівшерстяного або синтетичного трикотажу, повинні бути одноколірними і прикривати верхню третину ноги. Виключаються застібки, кишені і інші жорсткі декоративні елементи.
На офіційних змаганнях учасники виступають в шортах і куртці одного кольору. Спортсмен, якого оголосили першим, повинен зайняти червоний кут і одягти форму відповідного кольору.

## Самбо в Україні
11 квітня 1993 року створена Національна федерація самбо України. Серед відомих українських самбістів:
- Гелетей Валерій Вікторович — український військовик. Генерал-полковник. Начальник Управління державної охорони України (2007–2009, 2014, з 15 жовтня 2014). Міністр оборони України (з 3 липня по 14 жовтня 2014).[3]
- Савченко Олексій Юрійович — український політик, народний депутат України VII скликання, заступник голови бюджетного Комітету Верховної Ради України. З 30 липня 2014 року президент Національної Федерації Самбо України.